# ابوکای
ابوکای، بتان (به لاتین: Abucay, Bataan) یک سکونتگاه مسکونی در فیلیپین است که در باتاآن واقع شده‌است.

## خصوصیات
ابوکای ۷۹٫۷۲ کیلومترمربع مساحت و ۳۷٬۷۱۹ نفر جمعیت دارد.

## نگارخانه

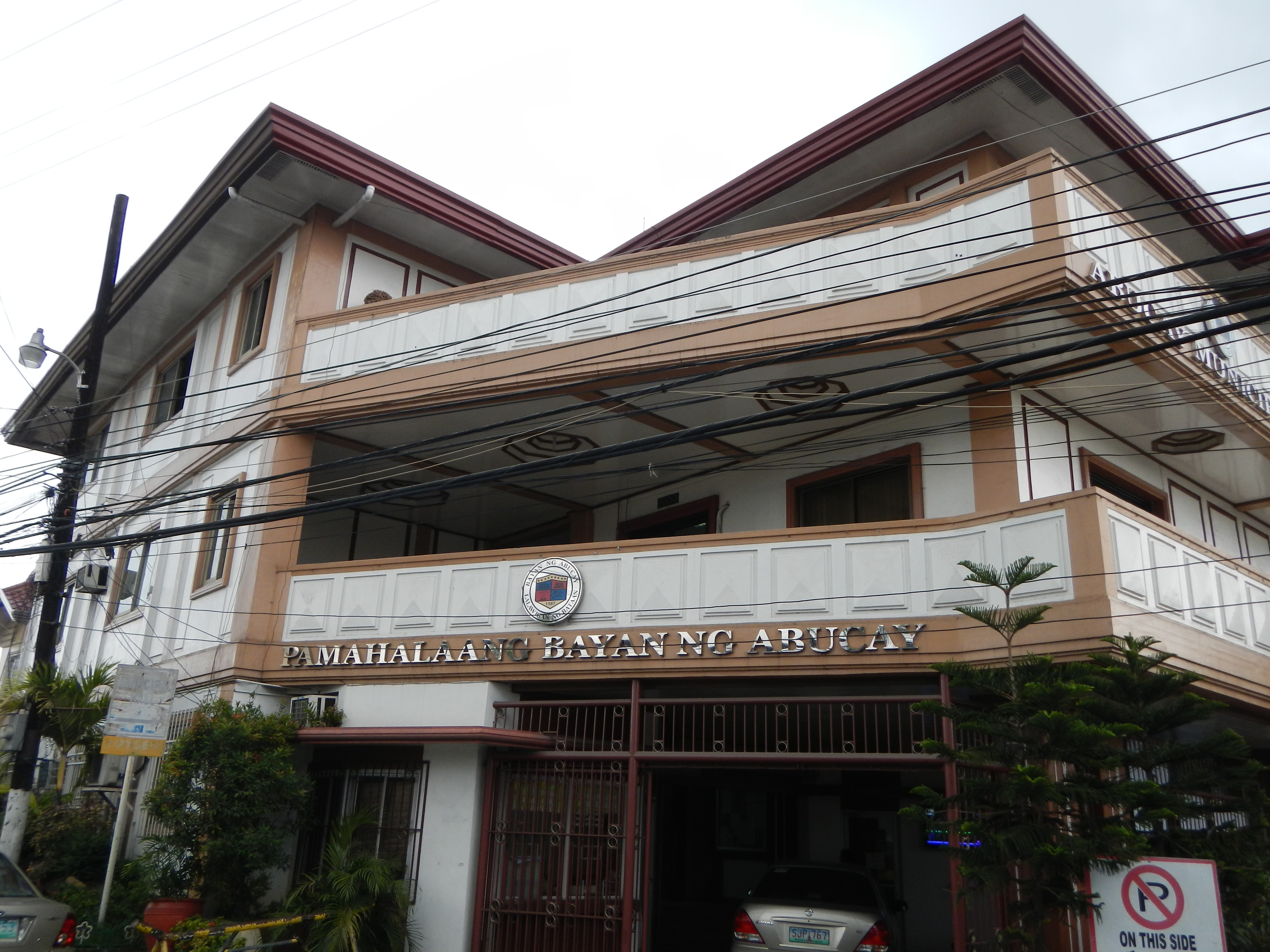
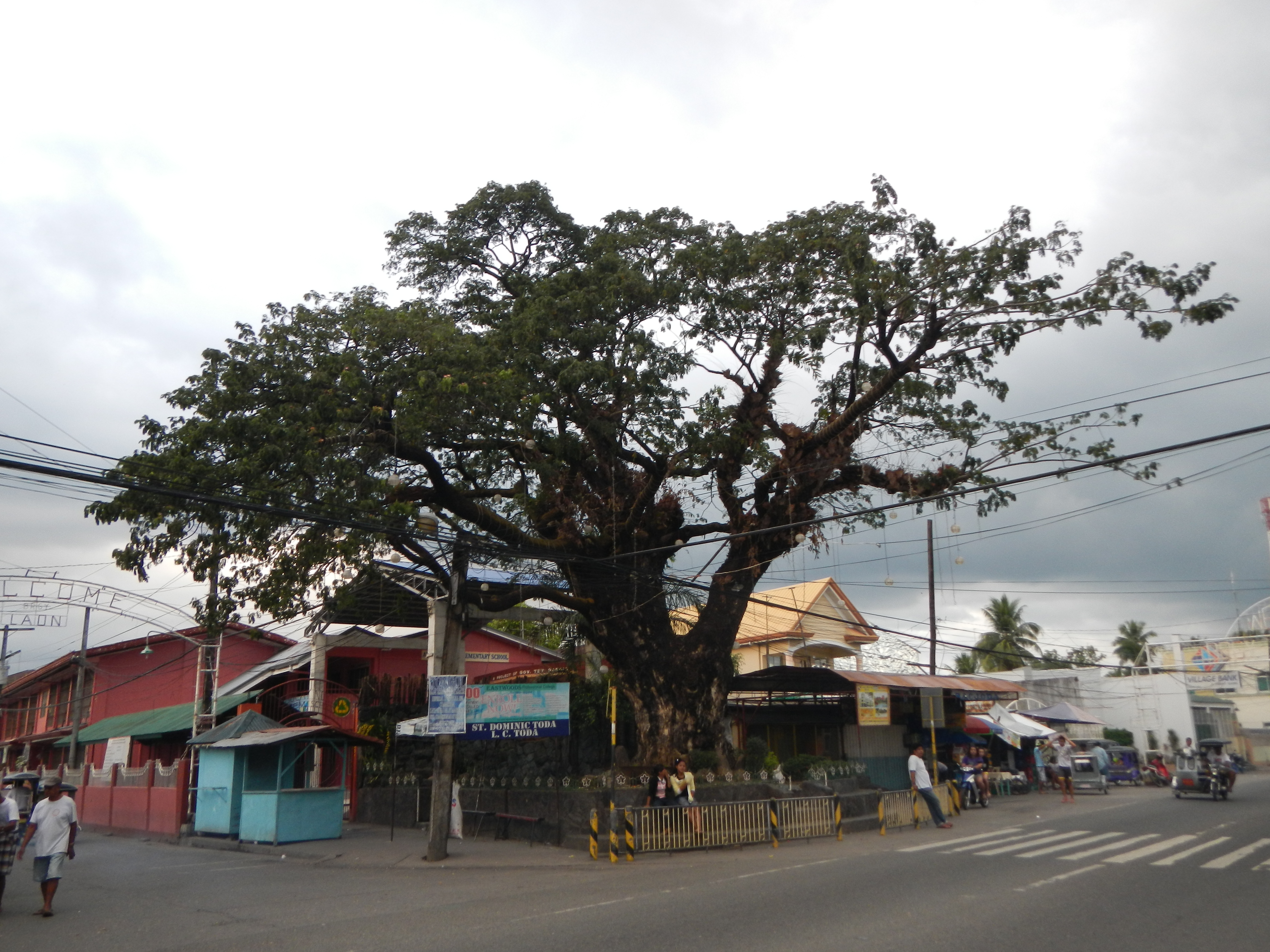
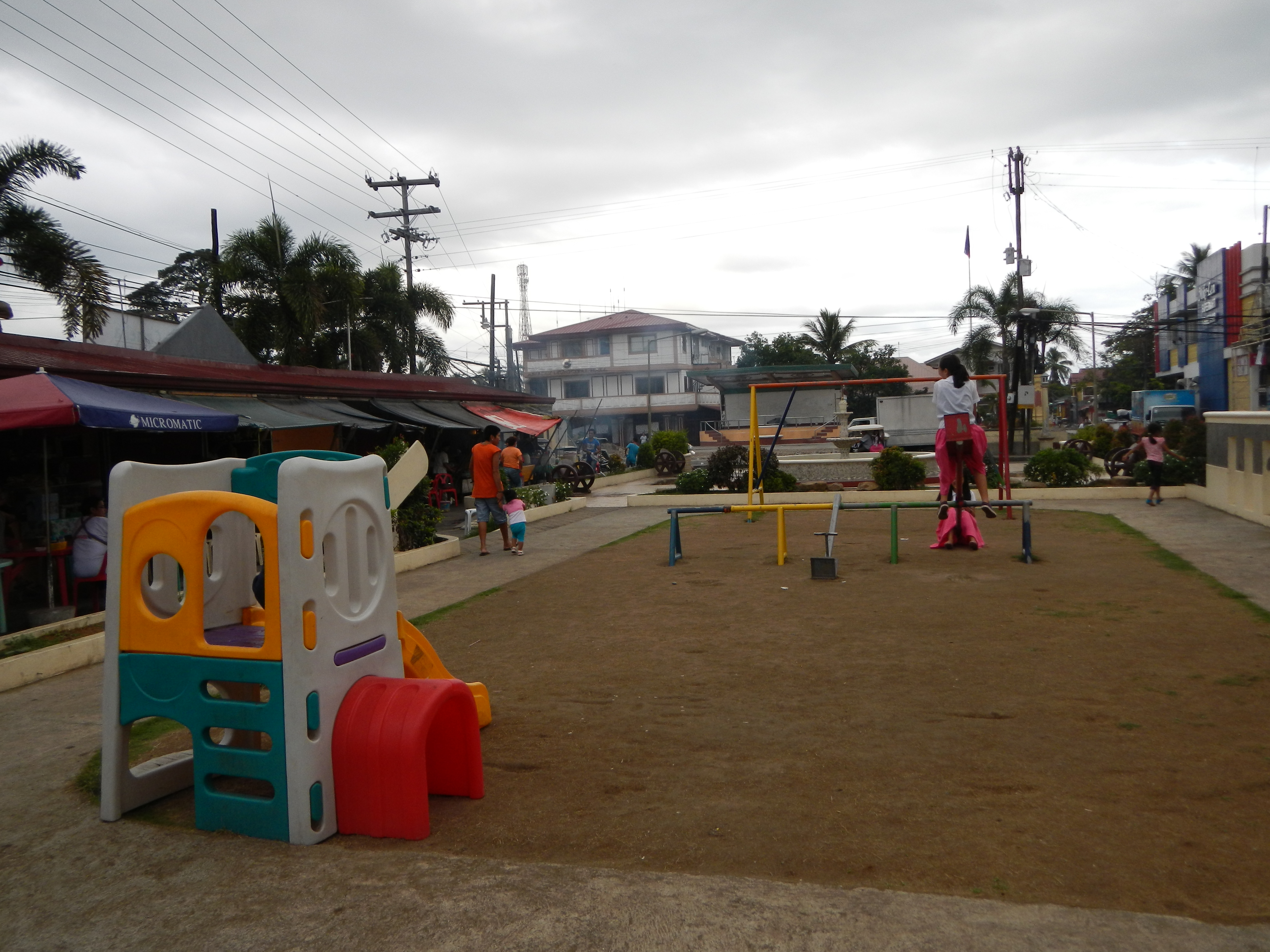
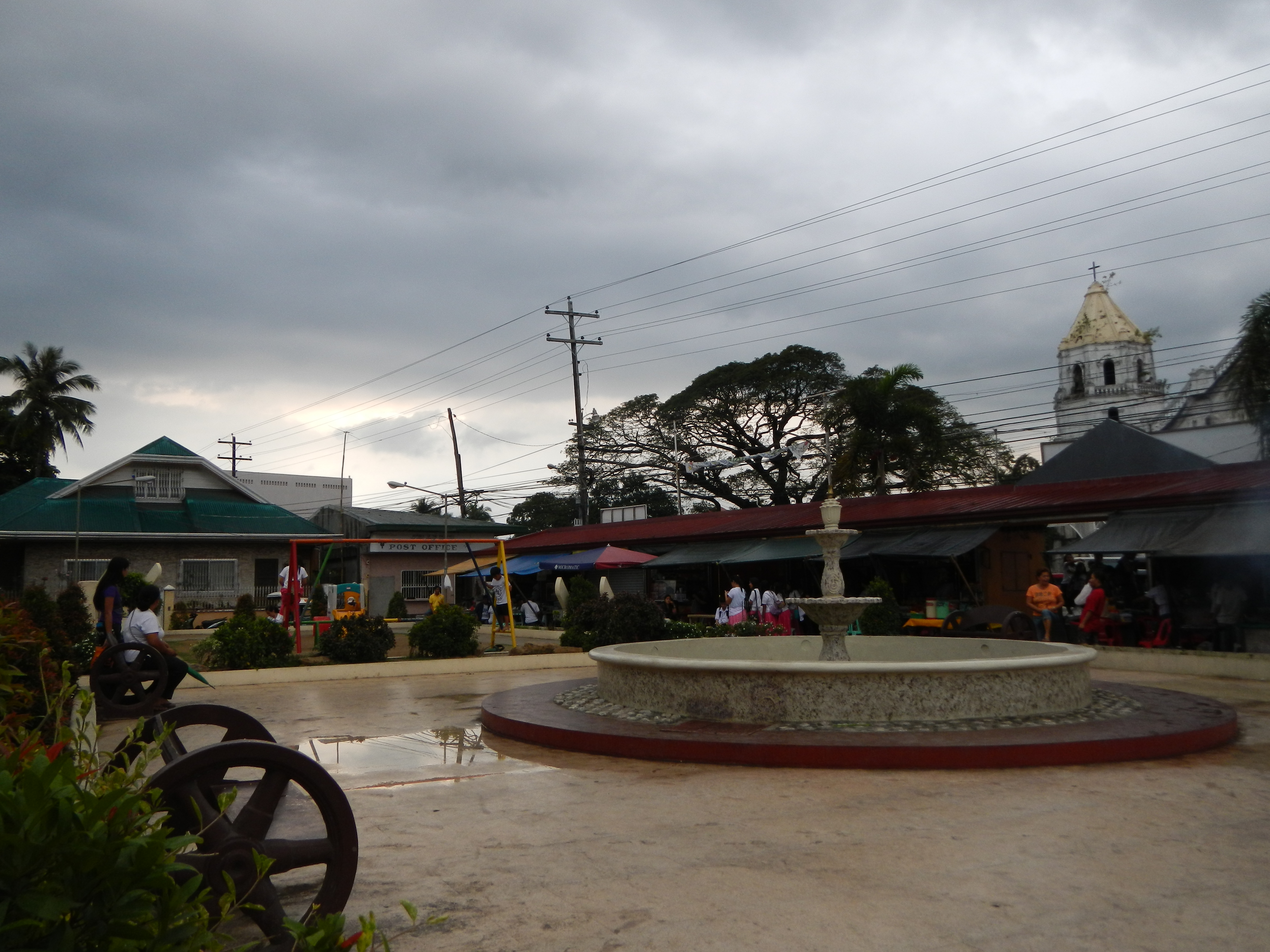
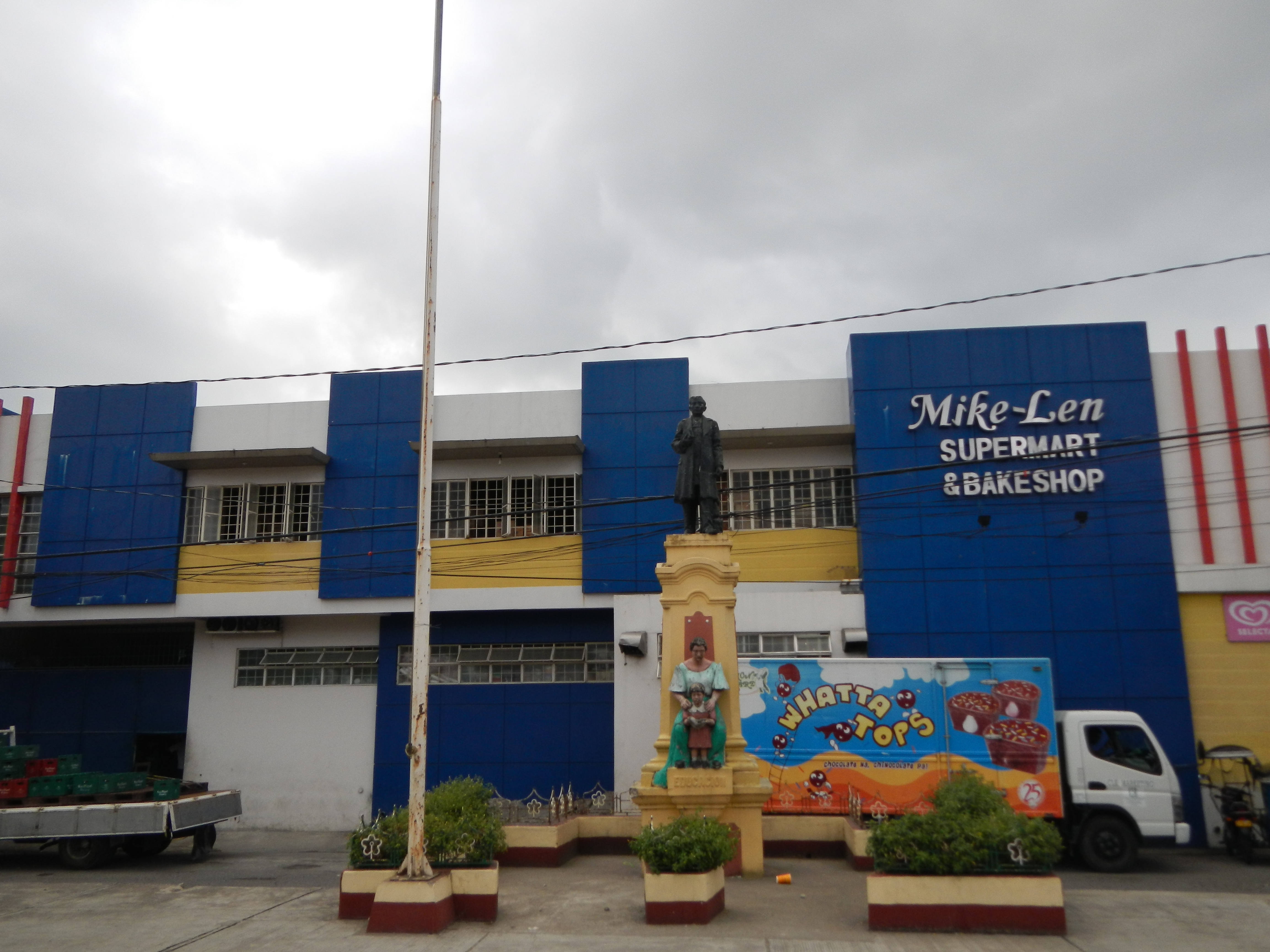
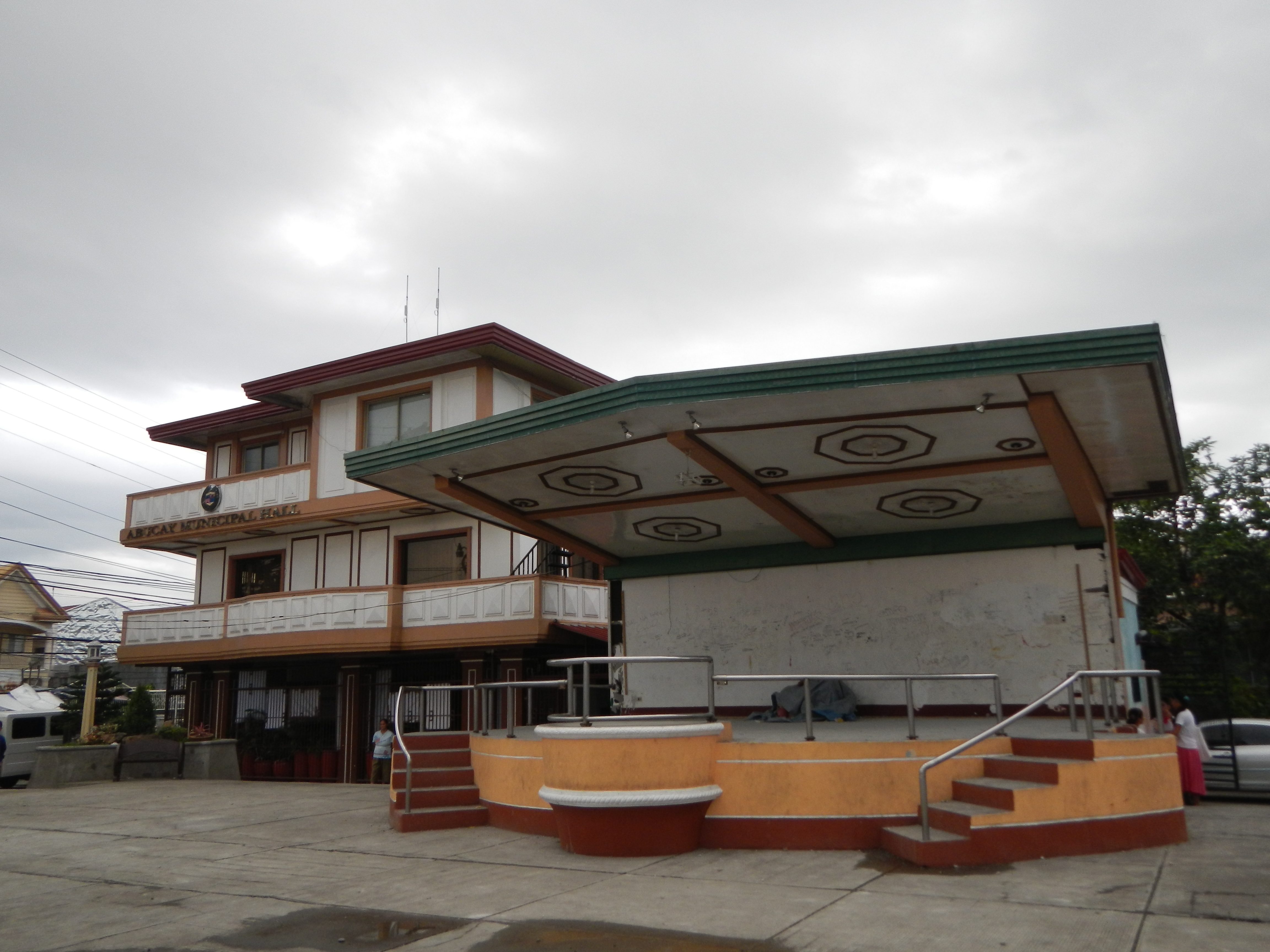
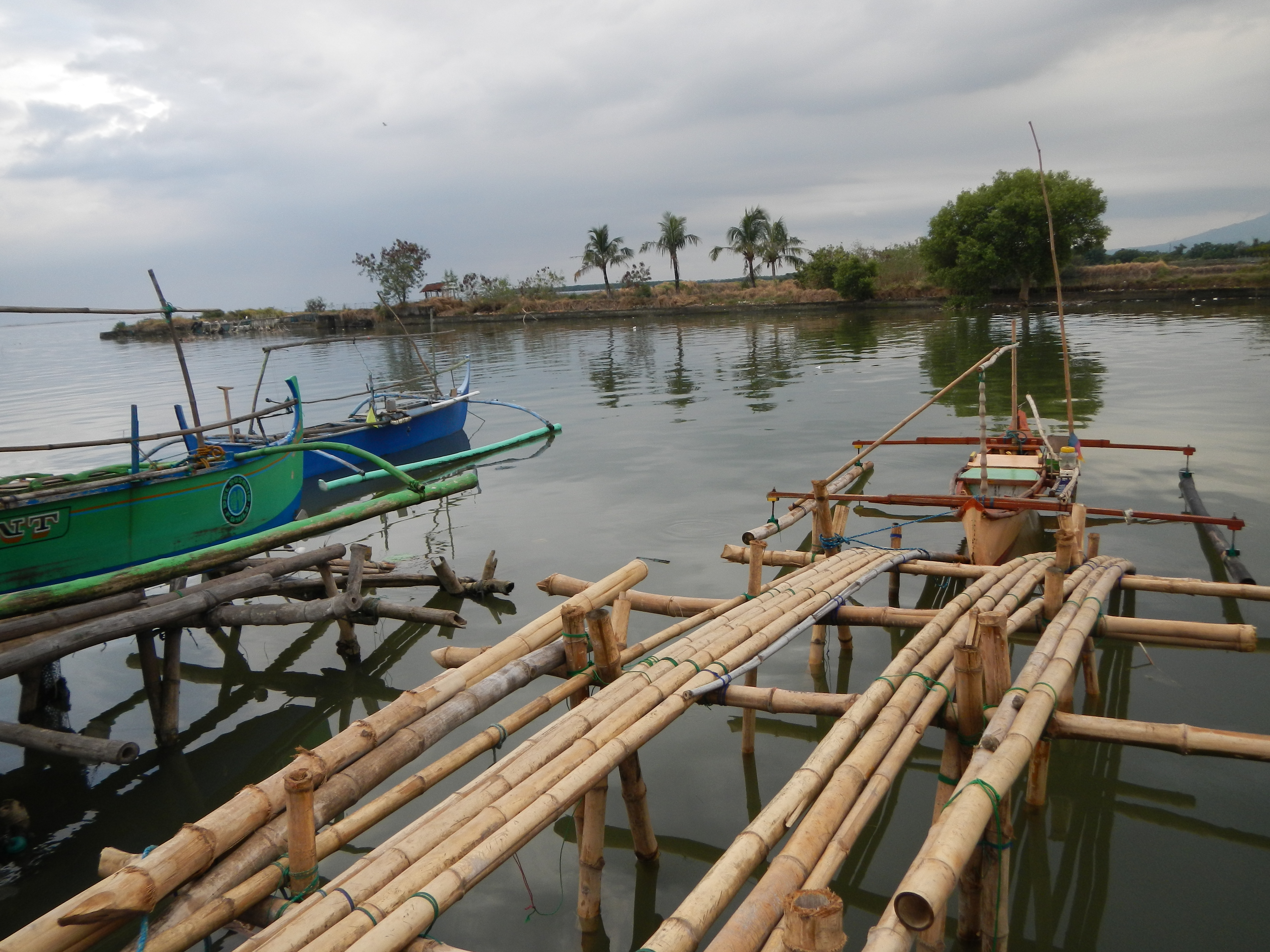
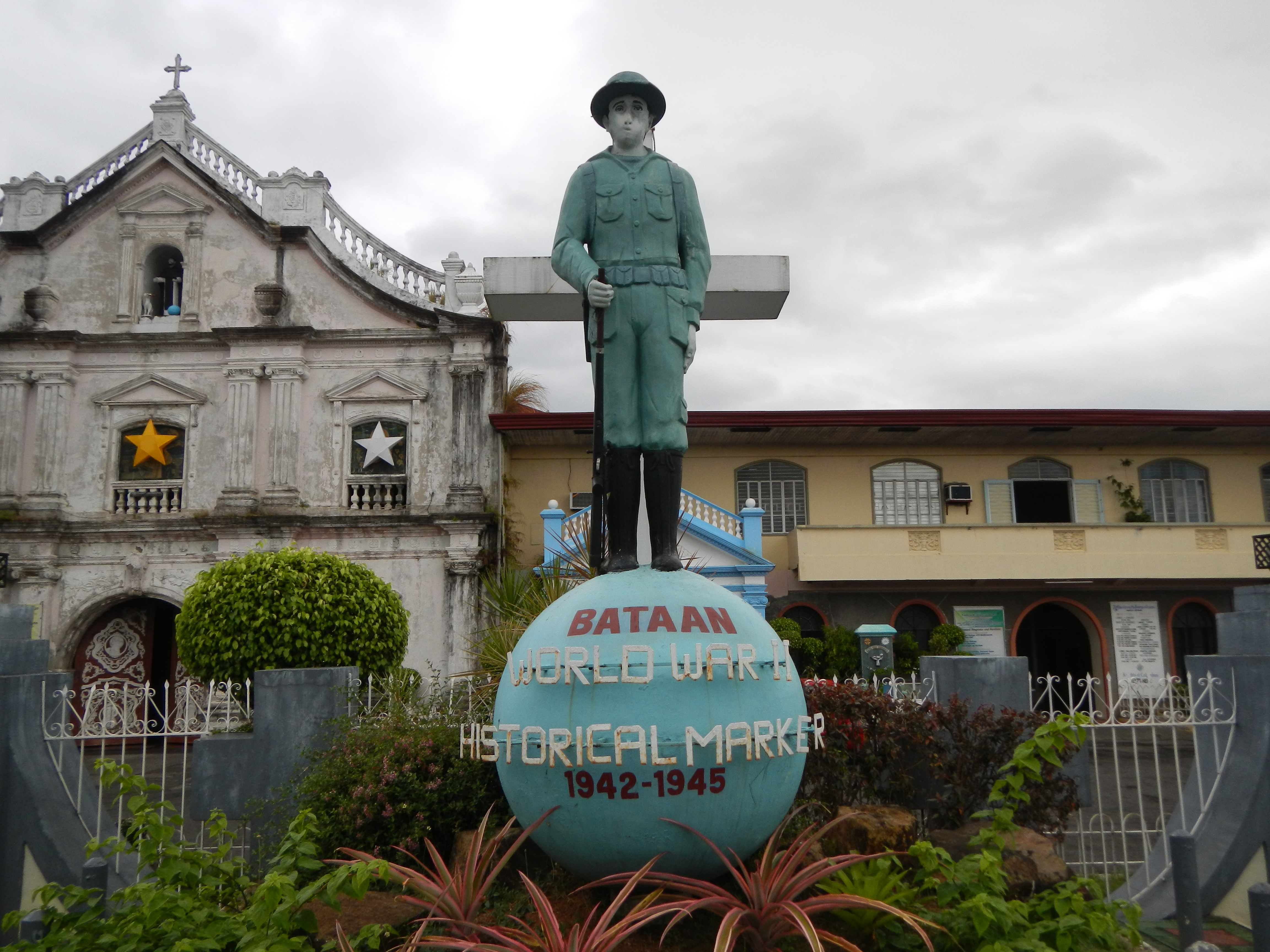